# Henry Clark
Henry Raúl Clark Peña (Tocoa, Colón, Honduras; 10 de junio de 1985) es un futbolista hondureño. Juega de defensa y su equipo actual es el Real Sociedad de la Liga Nacional de Fútbol de Honduras.

## Trayectoria
Henry Clark se inició como futbolista a los 18 años en el Real Sociedad de Tocoa, donde ha jugado gran parte de su carrera como futbolista y es considerado un ídolo, aunque también tuvo un breve paso por el Atlético Esperanzano. Con Real Sociedad ascendió a la Liga Nacional de Fútbol de Honduras en el año 2012. Ya en primera división ha tenido una destacada actuación con Los Aceiteros. En el Real Sociedad de Tocoa ha conseguido dos subcampeonatos de liga, ambos en 2013. En el año 2013 estuvo cerca de fichar por el Club Deportivo Marathón. Sin embargo, no se concretó nada y continuó jugando para el Real Sociedad de Tocoa.

## Selección nacional
El 26 de febrero de 2014 es convocado por Luis Fernando Suárez a la Selección de fútbol de Honduras (como preparación para la Copa Mundial de Fútbol de 2014) para el partido amistoso del 5 de marzo contra la Selección de Venezuela en San Pedro Sula.
Luego, el 29 de agosto de 2014 se anunció que Clark había sido convocado para disputar la Copa Centroamericana 2014 con Honduras.

### Participaciones en Copa Centroamericana
| Copa Centroamericana      | Sede           | Resultado    |
| ------------------------- | -------------- | ------------ |
| Copa Centroamericana 2014 | Estados Unidos | Quinto lugar |

## Estadísticas en Primera División
| Club                   | Temporada     | Liga  | Liga  | Copa Nacional | Copa Nacional | Copa Internacional | Copa Internacional | Total | Total |
| Club                   | Temporada     | Part. | Goles | Part.         | Goles         | Part.              | Goles              | Part. | Goles |
| ---------------------- | ------------- | ----- | ----- | ------------- | ------------- | ------------------ | ------------------ | ----- | ----- |
| Real Sociedad Honduras | 2012-13       | 40    | 2     | -             | -             | -                  | -                  | 40    | 2     |
| Real Sociedad Honduras | 2013-14       | 40    | 3     | -             | -             | -                  | -                  | 40    | 3     |
| Real Sociedad Honduras | 2014-15       | 37    | 5     | -             | -             | -                  | -                  | 37    | 5     |
| Real Sociedad Honduras | 2015-16       | 41    | 0     | -             | -             | -                  | -                  | 41    | 0     |
| Real Sociedad Honduras | 2016-17       | 28    | 1     | -             | -             | -                  | -                  | 28    | 1     |
| Real Sociedad Honduras | 2017-18       | 24    | 0     | -             | -             | -                  | -                  | 24    | 0     |
| Real Sociedad Honduras | 2019-20       | 24    | 0     | -             | -             | -                  | -                  | 24    | 0     |
| Real Sociedad Honduras | 2020-21       | 9     | 0     | -             | -             | -                  | -                  | 9     | 0     |
| Real Sociedad Honduras | Total         | 243   | 11    | 0             | 0             | 0                  | 0                  | 243   | 11'   |
| Total carrera          | Total carrera | 243   | 11    | 0             | 0             | 0                  | 0                  | 243   | 11'   |

## Palmarés

### Campeonatos nacionales
| Título                      | Club          | País     | Año  |
| --------------------------- | ------------- | -------- | ---- |
| Liga de Ascenso de Honduras | Real Sociedad | Honduras | 2012 |
| Finalísima del Ascenso      | Real Sociedad | Honduras | 2012 |

### Distinciones individuales
| Distinción                          | Año  |
| ----------------------------------- | ---- |
| Once Ideal de la Liga Nacional 2015 | 2015 |